# Brønnøysund
Brønnøysund est un port norvégien, provisoirement séparé mais désormais à nouveau inclus dans la municipalité de Brønnøy, et escale de l'Hurtigruten.

## Personnalités liées à la commune
- Ulrik Saltnes (1992-), footballeur norvégien né à Brønnøysund.